# Maria – Hilfe der Christen (Quickborn)

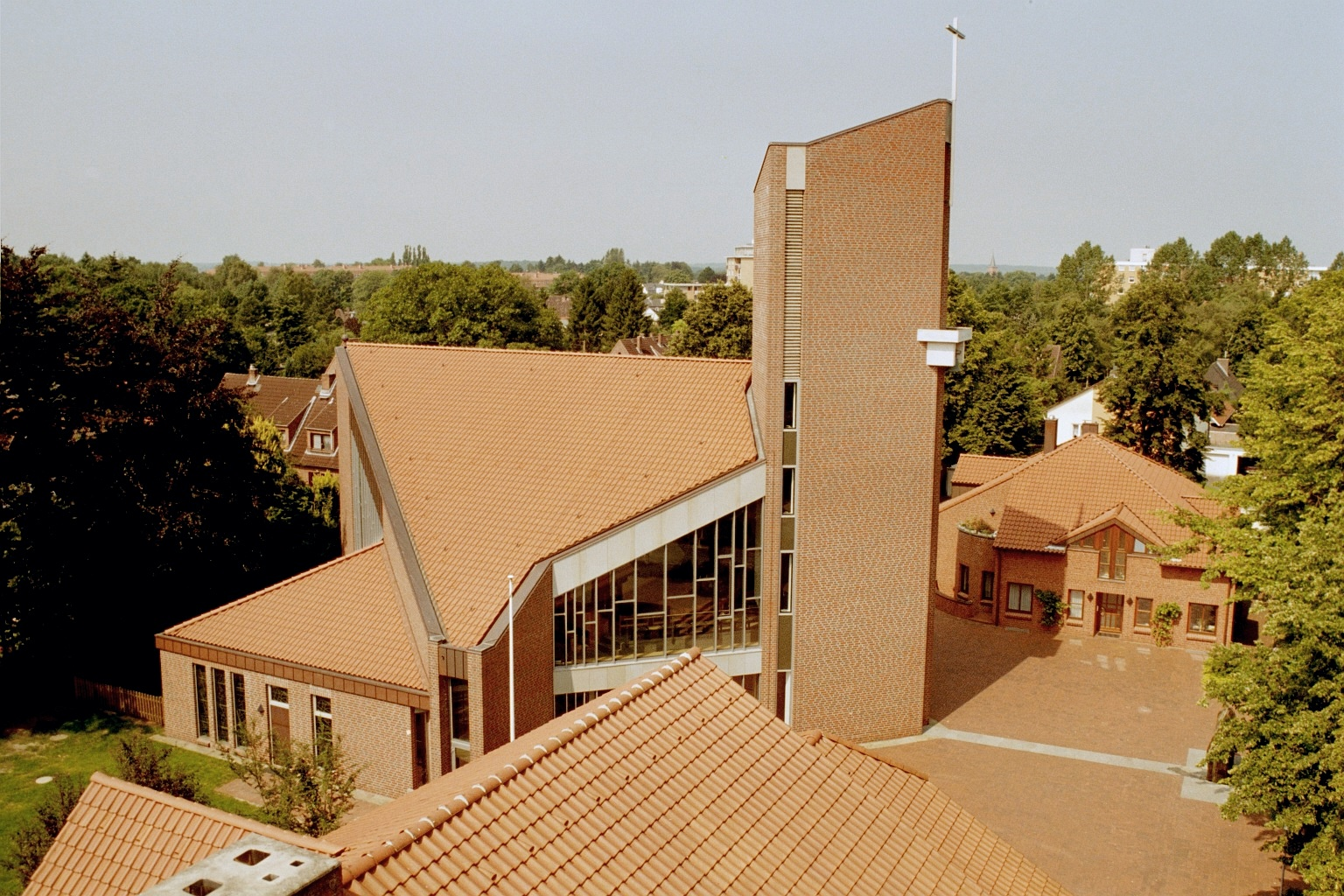
Maria – Hilfe der Christen

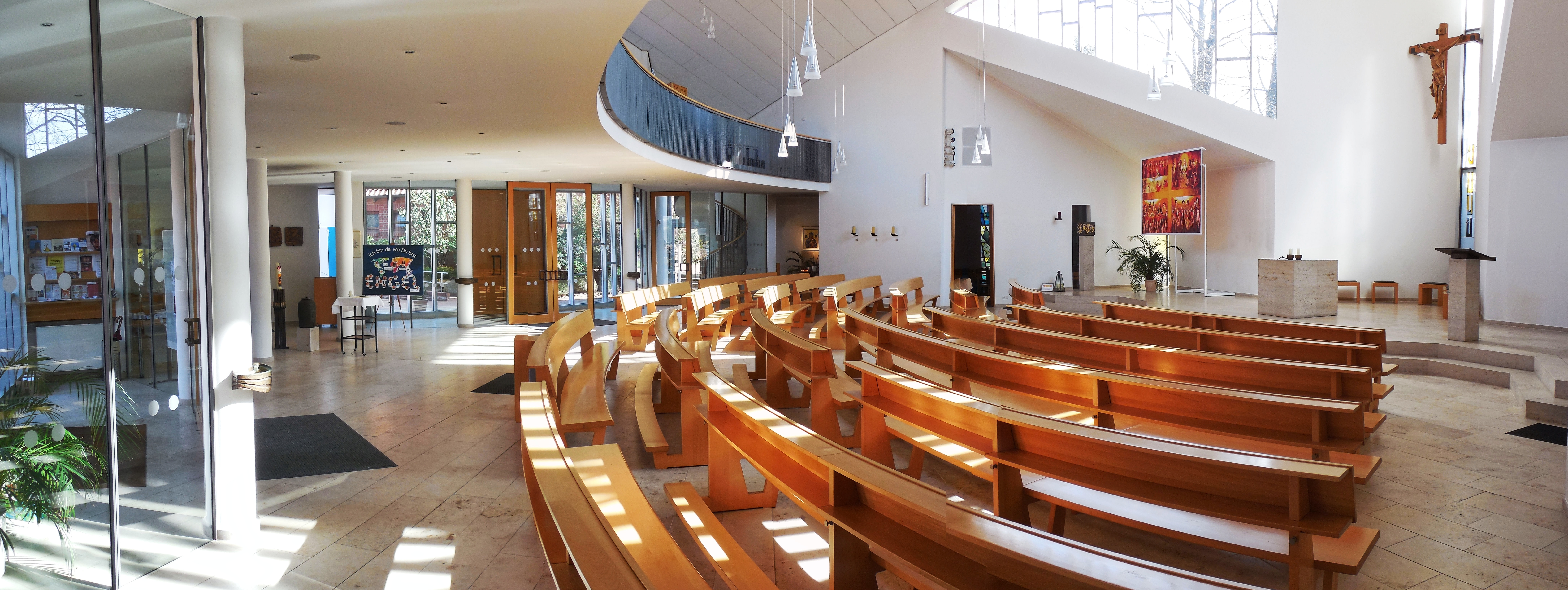
Inneres

Maria – Hilfe der Christen, auch kurz St. Marien genannt, ist die römisch-katholische Kirche in Quickborn, einer Stadt im Kreis Pinneberg in Schleswig-Holstein. Die Kirche ist nach dem Marientitel Maria, Hilfe der Christen benannt und ist eine Filialkirche der Pfarrei Hl. Martin mit Sitz in Elmshorn im Erzbistum Hamburg.

## Geschichte
Quickborn, das damals zur Grafschaft Holstein-Pinneberg gehörte und kirchlich dem Erzbistum Bremen unterstand, wurde im 16. Jahrhundert durch die Reformation lutherisch.
Nachdem sich wieder Katholiken in Quickborn niedergelassen hatten, wurden sie durch Geistliche der St.-Joseph-Kirche in Altona betreut. Quickborn gehörte zur 1868 errichteten Apostolischen Präfektur Schleswig-Holstein, bis ihr Gebiet 1930 in das Bistum Osnabrück eingefügt wurde.
Im Zuge der Flucht und Vertreibung Deutscher aus Mittel- und Osteuropa 1945–1950 war die Zahl der Katholiken in Quickborn so stark angestiegen, dass Quickborn am 15. Februar 1952 mit Pastor Golombiewski einen eigenen Geistlichen bekam. Mit großem persönlichen Einsatz der Gemeindemitglieder wurde eine kleine Kirche erbaut, die am 1. Mai 1953 durch Johannes von Rudloff, Weihbischof in Osnabrück und Bischofsvikar in Hamburg, eingeweiht wurde. Sie trug bereits das Patrozinium Maria – Hilfe der Christen. 1955 bekam die Kirche ihre Glocken, und 1963 ein Pfarrheim. Nach der Liturgiereform des Zweiten Vatikanischen Konzils wurde am 21. September 1970 ein neuer Altar konsekriert. Am 1. Januar 1973 wurde Quickborn eine selbstständige Kirchengemeinde, bis dahin gehörte die Kirche zur Pfarrei St. Joseph in Altona. Der Bau eines neuen Gemeindehauses erfolgte 1984/85, der Bau eines neuen Pfarrhauses 1994/95. 1994 trat Osnabrück die Kirchengemeinden in Schleswig-Holstein an das neu gegründete Erzbistum Hamburg ab. Am 21. Juni 1998 fand in der Kirche die letzte Heilige Messe statt, anschließend wurde die Kirche abgerissen. Sie war baufällig und für die gewachsene Gemeinde zu klein geworden.
1997 begannen die Planungen zum Bau der heutigen Kirche, die 1999 errichtet wurde. Sie entstand nach Plänen der Architekten Friedhelm Grundmann und Mathias Hein aus Hamburg in Zusammenarbeit mit dem ortsansässigen Architekten Bernhard Breuninger. Die drei Glocken, die nach den heiligen Ansverus, Ansgar und Maria benannt sind, wurden am 19. Februar 1999 von der Glockengießerei Bachert gegossen und am 25. September 1999 geweiht. Die Kirchweihe erfolgte am 28. Mai 2000 durch Erzbischof Ludwig Averkamp.
Zum 1. Januar 2017 wurde durch das Erzbistum Hamburg das Dekanat Itzehoe, zu dem Quickborn gehörte, aufgelöst und der neugegründeten Region Schleswig-Holstein angeschlossen.
Am 21. Oktober 2018 wurde die heutige Pfarrei Heiliger Martin errichtet, zu der neben der Kirche in Quickborn auch die Kirchen Mariä Himmelfahrt in Elmshorn, Herz Jesu in Halstenbek, St. Michael in Pinneberg, Christkönig in Uetersen und Unbeflecktes Herz Mariens in Wedel gehören.